# Congregation (chanson)
Pour les articles homonymes, voir congrégation.
Singles de Foo Fighters
The Feast and the Famine
(2014) What Did I Do? / God As My Witness
(2014)
Congregation est le troisième single du groupe américain de rock alternatif Foo Fighters issu de l'album Sonic Highways sorti en 2014.

## Liste des titres
Toutes les chansons sont écrites et composées par Dave Grohl, Taylor Hawkins, Nate Mendel, Chris Shiflett, Pat Smear.
| 1. | Congregation | 5:12 |

## Membres du groupe lors de l'enregistrement de la chanson
- Dave Grohl : chant, guitare
- Chris Shiflett : guitare
- Nate Mendel : basse
- Taylor Hawkins : batterie
- Pat Smear : guitare